# Konvergenskrav
Konvergenskravene er krav, der er opsat for indførelsen af euroen i EU.
Aftalen om en fælles europæisk valuta blev vedtaget i 1992 i Traktaten om Den Europæiske Union (bedre kendt som Maastricht-traktaten). Her fik to lande, Storbritannien og Danmark, samtidig en særaftale om at de ikke var tvunget til at deltage i ØMU'ens 3. fase før de havde lyst.
Her blev der også vedtaget hvilke konvergenskrav der skulle opfyldes før et medlemsland kunne komme med i eurosamarbejdet. Disse krav blev fastsat for at medlemslandenes økonomier skulle nærme sig hinanden (konvergere) inden den fælles mønt kom i spil i det pågældende land.

## Kravene
De 4 krav (nogle siger 5, da det ene krav ofte bliver delt op i to) som blev opsat var:

### Prisstabilitet
I traktaten er det fastsat, at "en høj grad af prisstabilitet […] vil fremgå af en inflationstakt, som ligger tæt op ad inflationstakten i de højst tre medlemsstater, der har nået de bedste resultater med hensyn til prisstabilitet". Det betyder, at en given medlemsstats inflationstakt, vurderet i en periode på et år før undersøgelsen, ikke må overstige inflationstakten i de højst tre medlemsstater, der har nået de bedste resultater med hensyn til prisstabilitet, med mere end 1,5%.

### Situationen for de offentlige finanser
I traktaten er der fastsat følgende: "Holdbare offentlige finanser […] vil fremgå af, at medlemsstaten har opnået en offentlig budgetstilling, der ikke udviser et uforholdsmæssigt stort underskud…". I praksis betyder det, at Kommissionen, når den udarbejder sin årlige henstilling til Rådet (finansministrene), undersøger, om budgetdisciplinen er blevet overholdt på baggrund af følgende to referenceværdier

#### Det årlige offentlige underskud
Den andel, som det årlige offentlige underskud udgør af bruttonationalproduktet (BNP), må ikke overstige 3% ved udgangen af det forudgående finansår, medmindre denne er faldet væsentligt og vedvarende og har nået et niveau, der ligger tæt på de 3% (tendensfortolkning ifølge artikel 104, stk. 2), eller medmindre overskridelsen af de 3% kun er exceptionel og midlertidig, og den nævnte andel fortsat ligger tæt på de 3%.

#### Den offentlige gæld
Den andel, som den offentlige bruttogæld udgør af BNP, må ikke overstige 60% ved udgangen af det forudgående finansår, medmindre denne er mindsket tilstrækkeligt og i et tilfredsstillende tempo nærmer sig de 60% (tendensfortolkning ifølge artikel 104, stk. 2).

### Valutakurs
I henhold til traktaten skal medlemsstaterne "overholde de normale udsvingsmarginer i det europæiske monetære systems (EMS) valutakursmekanisme i mindst to år uden devaluering over for andre medlemsstaters valutaer". Medlemsstaten skal have deltaget i det europæiske monetære systems valutakursmekanisme uden alvorlige spændinger i to sammenhængende år inden undersøgelsen af situationen. Medlemsstaten må endvidere ikke i samme periode på eget initiativ have devalueret sin valuta (dvs. valutaens bilaterale centralkurs over for en anden medlemsstats valuta). Efter overgangen til ØMU'ens tredje fase er EMS blevet erstattet af den nye valutakursmekanisme (ERM II). Fastkurspolitikken fortsættes altså.

### Langfristede rentesatser
I traktaten er der fastsat følgende: "Den varige karakter af den konvergens, medlemsstaten har opnået […], afspejles i de langfristede rentesatser". Det betyder, at de langfristede nominelle rentesatser ikke må overstige de tilsvarende rentesatser i de højst tre medlemsstater, der har nået de bedste resultater med hensyn til prisstabilitet, med mere end 2 % (altså de samme medlemsstater som for konvergenskriteriet om prisstabilitet). Den pågældende periode er året før undersøgelsen af medlemsstatens situation.

## Stabilitets- og Vækstpagten
I 1997, i Amsterdam, underskrives Stabilitets- og Vækstpagten som skal sikre budgetdisciplin efter euroens indførelse. Det er også nu at man opretter ERM II-samarbejdet som Danmark tiltræder med det samme. Kursen på den danske krone overfor euroen må svinge med 15 %, men den danske regering har valgt at køre en endnu strammere politik, så kronen kun må svinge med 2,25 % i forhold til euroen.

### Undtagelser
De to andre lande som ikke er tvunget med i 3. fase af ØMU'en, Storbritannien og Sverige (er officielt "tvunget" til at deltage i samarbejdet, men har aldrig været med i ERM II-delen og har ikke planer om dette. Dette har man fra EU's side mere eller mindre accepteret, men de lande der kom med i 2004- og 2007-runden samt lande der kommer til efter dette, er tvunget til at deltage) er ikke med i ERM II, så der vil gå mindst 2 år fra de siger ja til euroen, før den kan blive indført. For Danmarks vedkommende kræver det at landet ophæver sine økonomiske forbehold ved en folkeafstemning.